# برج ووئرمن
برج ووئرمن برجی با کارایی چندمنظوره واقع‌شده در لاس پالماس گران کاناریا، جزایر قناری، در اسپانیا است.

## موقعیت برج
جزیره گران کاناریا دومین جزیره پر جمعیت و گردش دوست از جزایر قناری در اسپانیا است که حدود ۴۰٪ جمعیت این مجمع الجزایر را در خود جای داده است. در انتهای گوشهٔ شمال شرقی گران کاناریا، گلوگاه خاکی سانتا کاتالینا واقع شده که ناحیه ساخت و ساز شدهٔ شهر لاس پالماس در جنوب را به شبه جزیرهٔ لا ایساتا در شمال وصل می‌کند. این قطعه گلوگاه خاکی علاوه بر آنکه بین ساحل لاس کانتراس و پوئرتو دلا لوز واقع شده و از این جهت موقعیت جغرافیایی حساسی دارد، هم تفکیک ظریفی بین استراحتگاه و فضای تفرجگاهی در شهر لاس پالماس و فضای تجاری لا ایسلتا ایجاد کرده و هم به عنوان محلی برای ترانزیت و اقامت در بین ساکنین این منطقه شناخته شده است. پلات ووئرمن در میانهٔ این مسیر و در ساحل شرقی قرار دارد و فضای مفید و کاربردی بیشتری در زمینهٔ این گلوگاه فراهم آورده است.

## معماران برج
برج ووئرمن توسط گروهی از معماران به نام‌های :آیناکی آبالوس، خوان هرروس، خواکین کاساریه گو و السا گوئرا طراحی شده است.

## معماری برج
برنامه، فارغ از میدان عمومی شامل احداث خانه‌های مسکونی، دفاتر اداری، فضاهای فروشگاهی، پارکینگ و کتابخانه می‌شد. میدان که بر روی صخره وسیع یکپارچهٔ پرتغالی بنا شده با همکاری هنرمندی به نام آلبرت اوهلن طراحی شده و در مرکز ناحیه قرار دارد. سه طبقه در زیر این میدان ساخته شده و به پارکینگ و فضاهای فروشگاهی اختصاص یافته است. این خطهٔ ساحلی که دریا را در پیش روی خود دارد، پلازایی استوایی است که گیاهان کوچک و بزرگ و پهن برگ در بخشهای شرقی و غربی، بر معابر آن سایه افکنده‌اند. تسهیلات و فضاهای مسکونی در دو ساختمانی تعبیه شده که به میدان پهلو گرفته‌اند. یکی ساختمان رو به جنوب و هفت طبقه‌ای با کاربری مسکونی، اداری و فروشگاهی ست و دیگری یک برج هجده طبقه است که رو به شمال واقع شده و در سه طبقه اول کتابخانه، در طبقه چهارم، سیستم‌ها و در دیگر طبقات، فضاهای مسکونی را در خود جای داده است. چهار یا پنج واحد مسکونی (متغیر از یک تا چهار خوابه) در هر طبقه طراحی شده که ارتفاع سقفشان بیش از سه متر است و دید گسترده‌ای به بیرون دارند. به جز در طبقات فوقانی واحدهای دوبلکس، همهٔ اتاق‌های نشیمن تراز کفی بالاتر از پلان خانه دارند. تیغه‌های نور گیر مصنوعی به همراه موتیف‌های گیاهی طبیعی کار شده بر روی شیشه‌ها، چاره اندیشی طراحان در مورد کنترل شدت ورود نور خورشید به داخل خانه هستند و ظاهر بیشه زاری از سایه‌های مبهم و بی مقیاس را به ساختمان داده‌اند. دیوارهای جدا کننده، پیش ساختهو مجهز به یک لایه تخته گچی با عایق صوتی هستند. پنجره‌ها لولایی هستند که روی محور می‌گردند و به نورگیرهای رولی و مکانیکی که در قاب پنجره جمع می‌شوند، تجهیز شده‌اند. همچنین قاب داخلی پنجره‌ها از جنس چوب لاک خورده است.قرنیزها از صفحات تا خورده درست شده و همان نازک کاری و پایان کاری قاب پنجره روی آنها نیز اعمال شده است. کف، صنعتی و از جنس چوب بلوط ورنی و براق است و تخته‌های کف، از بتن مسلح است.

## فرم برج
فرم برج با زاویه‌ای که به خود گرفته و یک جهت خم شده، چنین می‌نماید که در برابر عابران و طبیعتی که دورش را احاطه کرده‌اند، سر خم کرده تا نشانهٔ احترام باشد یا بتواند عابران و زندگی جاری در پای برج را بهتر نظاره کند و از این جهت پویایی و حضور زنده را به آن نسبت می‌دهند. با وجود مضامین دوگانهٔ استفاده از موتیف‌های طبیعی و مفهوم انسان دوستانه، برج ووئرمن قصد همراهی با جامعه‌ای را دارد که می‌خواهد طبیعت و پیشرفت را در کنار هم داشته باشد.